# 布澤特
布澤特（Buzet）是克羅地亞的城鎮，位於該國西部米爾納河畔，毗鄰與斯洛文尼亞接壤的邊境，由伊斯特拉縣負責管轄，始建於九世紀，海拔高度151米，2001年人口數6,059。

## 外部連結
- www.buzet.hr （页面存档备份，存于）